# サーカー壽梨
サーカー壽梨（サーカーじゅり、1998年10月13日 - ）は、日本のキャスター、タレント、モデル。
セント・フォースsprout所属。

## 経歴
日本の東京都出身 でインドのムンバイ育ち。東京大学教養学部学際科学科国際環境学コース（PEAK）卒業。

## 人物
- 身長は152.5 cm[7]。インド人の父親と日本人の母親の元に産まれたハーフ[8]。
- 兄妹は同い年の双子の兄が一人居る[9]。
- 東京都で生まれ、5歳の時に父親の仕事の都合で母と双子の兄と共にインドへ渡る[10]。小学校入学から高校卒業までを父親の故郷であるインドのムンバイで生活し、東京大学を受験する際に日本に帰国し、17歳の時に飛び級で東京大学に合格した[11]。
- インドで暮らしていた頃は高校の時まで陸上部に所属しており、やり投げと円盤投げの選手だった[12]。
- 3歳の頃、日本に住んでた頃に地元のサッカースクールに入っていたが、東京大学に入学した際に本格的にサッカーを始めた。東京大学ア式蹴球部ではサイドハーフのポジションを務め[13]、大学のリーグ戦では得点王も取ったことがある[7]。
- 2019年には東京大学のミスコンテストであるミス東大コンテスト2019に出場し、ファイナルまで進出し、特別賞とミスコレ賞を受賞した[14]。
- 好きな男性のタイプ、理想のタイプの男性はサッカー日本代表の長友佑都[15][16] やサッカー元日本代表の加地亮[17][18]。
- 好きなスポーツはサッカー[19]。
- 将来の夢はアナウンサーかテレビ局の社員になってサッカーに関わる仕事をすること[20][21][22]。
- ヒンディー語と英語と日本語が話せるトリリンガルである[23]。
- TOEICの成績は満点（990満点中/990点）[24]。
- 2022年にドイツで開催されたG7サミットの公式会議、G7ユースサミット（Y7Germany2022）に日本代表として参加し、英語でスピーチを行った[25]。

## メディア出演

### テレビ
- スカサカ!ライブ『サーカー壽梨の Weekend FootBall』（2018年3月～6月スカパー!）
- 大学サッカー応援番組「レゾンデートル」（スカパー!）
- 1番だけが知っている　2019年12月2日（TBS)
- CATV SportsBullThe Stars Vol.47　2019年9月28日（配信）
- ABEMA Prime（ABEMA）
- MY BEST WAY(2020年9月8日、9月15日、BSテレ東）
- 東大王（2023年3月1日、TBS）

### ラジオ
- FM salus,geeup sprout（2020年7月11日）

### 受賞歴
- Best of miss東京2021 特別賞
- ミス東大2019 特別賞＆ミスコレ賞

### スポンサー
- ARROW ME[26]。

### アンバサダー
- 東京武蔵野ユナイテッドFCオフィシャルクラブアンバサダー[27]。